# Treindienstregeling 2019 in Nederland
De dienstregeling 2019 van de spoorvervoerders in Nederland gold vanaf zondag 9 december 2018 tot en met zaterdag 14 december 2019.

## Nieuw station
- Station Lansingerland-Zoetermeer gelegen aan de spoorlijn Gouda - Den Haag.

## Hoofdrailnet
Nederlandse Spoorwegen
- Er stopt viermaal per uur een Sprinter op het station Lansingerland-Zoetermeer.
- De Sprinter tussen Utrecht Centraal en Den Haag Centraal wordt te Gouda ingehaald door een Intercity in plaats van te Gouda Goverwelle.
- Tussen Utrecht Centraal en Gouda hoeft overdag nooit langer dan tien minuten gewacht te worden op de volgende Intercity.
- De ICE tussen Amsterdam Centraal en Duitsland wordt in de spits zes minuten sneller, maar in de daluren twee minuten langzamer.
- Diverse malen per dag had de Sprinter tussen Uitgeest en Rhenen een lang stationnement te Amsterdam Bijlmer ArenA en kon de rechtstreekse verbinding niet aangeboden worden. De lange stop is vervallen en de rechtstreekse verbinding wordt altijd geboden.
- De Intercity tussen Amsterdam Centraal en Brussel-Zuid wordt los van de binnenlandse Intercity direct gereden. Hierdoor rijden twaalfmaal per dag vijf in plaats van vier treinen per uur over de HSL tussen Amsterdam Centraal en Rotterdam Centraal.
- De Sprinter tussen Dordrecht en Roosendaal hoeft niet meer ingehaald te worden door de intercity van/naar Brussel en kan daardoor een regelmatige halfuursdienst rijden.
- De Intercity tussen Dordrecht en Breda rijdt nog slechts in de spitsuren.

## Regionale vervoerders
Arriva
- De stoptreinen tussen Doetinchem en Winterswijk en tussen Winterswijk en Zutphen rijden op zondagmiddag tweemaal per uur.
- Vanaf april 2019 rijden als proef in de nacht van zaterdag op zondag twee treinen (vertrektijd 4:30 en 5:30) van Arnhem Centraal naar Doetinchem.
- 's Ochtends vroeg rijdt één trein rechtstreeks vanaf Winterswijk via Zutphen naar Apeldoorn.
- De trein uit Tiel met aankomst te Elst om 9:46 rijdt door naar Arnhem Centraal. De trein van 10:15 van Elst naar Tiel start te Arnhem Centraal.
- Station Heerlen de Kissel aan de Heuvellandlijn wordt voorlopig gesloten in verband met problemen met de rijtijd.

Qbuzz
- De Concessie voor het spoorvervoer op de lijn Dordrecht – Gorinchem – Geldermalsen is overgegaan van Arriva naar Qbuzz. De treinen worden gemoderniseerd en krijgen de kleuren van R-net. De kwartierdienst tussen Dordrecht en Gorinchem wordt met een uur verlengd.

## Internationaal
- De bestemming Lille Europe is vervallen voor de Thalys vanuit Amsterdam Centraal. De betreffende treinen zullen tot begin april 2019 van/naar Paris Nord rijden. Vanaf dan zal de Thalys naar Aéroport Charles-de-Gaulle en Marne-la-Vallée - Chessy (Disneyland) rijden.

Langere termijn
- Er wordt bekeken of in het zomerseizoen naast de Intercity tussen Amsterdam Centraal en Berlin Ostbahnhof een tweede Intercity tussen Amsterdam Centraal en Deventer kan gaan rijden die het binnenlandse vervoer voor zijn rekening neemt. De Intercity van/naar Berlin wordt dan circa drie minuten sneller, maar zal niet meer stoppen op alle binnenlandse stations.
- Er wordt bekeken of een derde Eurostar tussen Amsterdam Centraal en London St. Pancras International gereden kan worden. Deze trein moet dan korter stoppen te Brussel-Zuid, waardoor er vanuit Nederland geen reizigers mee kunnen van/naar Brussel-Zuid.
- Mogelijk gaat in de loop van dienstregeling 2019 een tweede stoptrein tussen Roosendaal en Antwerpen rijden. Dit is afhankelijk van het tijdstip waarop het Belgische treinbeveiligingssysteem geïmplementeerd is tussen station Roosendaal en de Belgische grens.
- Arriva gaat de treindienst van de Regional-Express tussen Heerlen en Herzogenrath overnemen. De treindienst wordt verlengd naar Aachen Hbf door middel van elektrische tractie.
- Mogelijk neemt Arriva in de loop van dienstregeling 2019 de stoptreindienst over tussen Maastricht en Luik-Guillemins. Hierover vindt overleg plaats tussen NS, Arriva en de NMBS.